# Ophionephthys
Ophionephthys är ett släkte av ormstjärnor. Ophionephthys ingår i familjen trådormstjärnor.
Kladogram enligt Catalogue of Life:
| Ophionephthys | \| \| Ophionephthys africana \| \| \| \| \| \| Ophionephthys difficilis \| \| \| \| \| \| Ophionephthys limicola \| \| \| \| \| \| Ophionephthys lowelli \| \| \| \| \| \| Ophionephthys magellanica \| \| \| \| \| \| Ophionephthys phalerata \| \| \| \| |
|               | \| \| Ophionephthys africana \| \| \| \| \| \| Ophionephthys difficilis \| \| \| \| \| \| Ophionephthys limicola \| \| \| \| \| \| Ophionephthys lowelli \| \| \| \| \| \| Ophionephthys magellanica \| \| \| \| \| \| Ophionephthys phalerata \| \| \| \| |
|               | Ophionephthys africana |
|               | |
|               | Ophionephthys difficilis |
|               | |
|               | Ophionephthys limicola |
|               | |
|               | Ophionephthys lowelli |
|               | |
|               | Ophionephthys magellanica |
|               | |
|               | Ophionephthys phalerata |
|               | |